# Oedopeza guttigera
Oedopeza guttigera là một loài bọ cánh cứng trong họ Cerambycidae.